# Dejan Marinković
Dejan Marinković (Beograd, 22. novembar 1968) srpski je muzičar, pisac, pesnik i ekonomista.

## Biografija
Rođen je 22. novembra 1968. godine. Odrastao je na Dorćolu, živeo u Poljskoj od 1984. do 1992. godine, a zatim u Mineapolisu, SAD, do 2017. godine. Pored srpskog govori i engleski, ruski i poljski jezik. Studirao je i magistrirao međunardni biznis i marketing na poljskom fakultetu SGH, a nakon preseljenja u SAD radi u menadžer prodaje i marketinga u velikim kompanijama.
U Prinsovom studiјu Pejzli park je snimio više pesama sa članovima grupe Toto.
Napisao je tri romana, a njegova knjiga pod naslovom „Srbin u Americi”, u izdanju Narodne knjige, je bila među najprodavanijim romanima u zemlji i dijaspori 2006. i 2007. godine.
Takođe je bio scenarista i glavni glumac u filmu rađenom za ratnu obuku, snimanom u američkoj vojnoj bazi Fort Mekoj, gde je glumio starešinu azerbejdžanskog sela pod napadom neprijatelja. U scenario za film, Marinković govori o istini o srpkim stradanjima na Kosovu i Metohiji.
Godine 2014. je snimio duetsku numeru Slobodna zemlja sa pevačicom Majom Nikolić.

## Priznanja
Njegove pesme  i  bile su 37 nedelja broj jedan u muzičkom časopisu Bravo, dok je prva proglašena je za najbolju pop kompoziciju na takmičenju Nagrade muzičke akademije u Los Anđelesu marta 2015. godine. Francuski muzički radio CETA ga je proglasio za najboljeg umetnika nedelje u aprilu 2016. godine.
Početkom novembra 2017. godine, nastupao je na Kraljevskom muzičkom festivalu u Kraljevu, sa pesmon Slatka rospija sa albuma Jul u očima. Odlukom stručnog žirija, predstavnika medija i glasova publike, nagrađen je „kraljevskim oskarom popularnosti” u kategoriji „kantautor godine”.

## Diskografija
- Slobodna zemlja (1990) — PGP-RTB[4]
- (1994) — , Poljska.[4]
- Kada pada noć (1997) — PGP-RTS[4]
- Jul u očima (2017) — PGP-RTS[1]

## Bibliografija
- Srbin u Americi. Beograd: Narodna knjiga. 2006. ISBN 978-86-331-2991-6.  134163724. Arhivirano iz originala 4. 6. 2023. g.

- Mistična močvara. Ruma: Srpska knjiga. 2007. ISBN 978-86-7564-408-8.  220531207.[5]

- Дорћолци 80-тих (необјављено).[6]